# Julesalat
Julesalat (Cichorium intybus var. foliosum) er de hvide, kompakte skud af Cikorieplanten. De fremstilles ved, at man sætter rødderne i fugtigt sand ved 10-15º og holder dem i absolut mørke.
Efter et par uger har rødderne dannet de blege, faste skud, som kan afskæres og bruges direkte eller tilberedt. Det er et afgørende kvalitetskrav, at skuddene ikke på noget tidspunkt får lys. Lyset får nemlig skuddene til at danne grønkorn (grønne spidser) og de meget bitre stoffer, som salaten er kendt for. Julesalat af 1. kvalitet er ikke grøn i spidsen og smager ikke bittert.
Julesalaten har sit navn af, at man som regel kan købe denne grøntsag hen under jul.